# République populaire du Mozambique
1975–1990
Entités précédentes :
- Province ultramarine du Mozambique

Entités suivantes :
- République du Mozambique

La république populaire du Mozambique était le régime politique en vigueur au Mozambique de 1975 à 1990, à la suite de l'indépendance du pays à l'issue de la guerre d'indépendance du Mozambique. Le Front de libération du Mozambique, alors d'orientation marxiste-léniniste, gouvernait en tant que parti unique. Ses présidents ont été Samora Machel, de 1975 à 1986, puis Joaquim Chissano, à partir de 1986.
À compter de 1977 et jusqu'aux accords de paix et au changement de nom du pays en 1990, son histoire a été marquée par la guerre civile du Mozambique, opposant le gouvernement aux rebelles de la RENAMO. Les graves difficultés sociales et économiques entraînées par le conflit, de même que le contexte international marqué par la chute de la majorité des régimes communistes, ont eu pour conséquences au Mozambique une évolution démocratique, suivie d'un processus de paix.

## Historique

### Accès à l'indépendance
Découvert par Vasco de Gama au nom du royaume de Portugal à la fin du XVe siècle, le Mozambique demeure durant cinq siècles sous influence, puis sous domination portugaise. Au cours du XXe siècle, la contestation de l'ordre colonial se développe dans la colonie mozambicaine, prenant des formes religieuses, ouvrières, paysannes, intellectuelles et politiques. De grandes grèves éclatent notamment durant l'entre-deux-guerres et après la Seconde Guerre mondiale. La lutte pour l'indépendance se matérialise après 1945 dans les milieux de l'émigration mozambicaine. En effet, divers mouvements indépendantistes apparaissent dans les milieux des militants mozambicains exilés à l'étranger, parmi lesquels l'UNAMI (União Africana de Moçambique Independente), l'UNDENAMO (Uniao Democratica Nacional de Moçambique Independante) et la MANU (Mozambique African National Union). Après l'indépendance de la Tanzanie, les trois groupes s'installent à Dar es Salam et fusionnent pour donner naissance au Front de libération du Mozambique (FRELIMO), présidé par Eduardo Mondlane. Le nouveau mouvement proclame son désir d'accéder à l'indépendance totale du Mozambique et de construire un État multiracial. Les liens sont renforcés avec les autres mouvements indépendantistes africains agissant dans l'empire colonial portugais, le Mouvement populaire de libération de l'Angola et le Parti africain pour l'indépendance de la Guinée et du Cap-Vert.
Le FRELIMO passe à la lutte armée en septembre 1964 et mène une guerre de guérilla contre les autorités coloniales portugaises, prenant le contrôle de plusieurs portions du territoire. Le mouvement tient son second congrès en 1968 et se structure sur le modèle des partis uniques des régimes communistes. Sans faire encore de référence explicite au marxisme-léninisme, le comité central du FRELIMO annonce sa volonté de parvenir à « une nouvelle société dans laquelle l'homme n'est plus exploité par l'homme ». En 1969, Eduardo Mondlane est tué à Dar-es-Salam par un colis piégé, le FRELIMO attribuant cet acte à la PIDE aidée par des agents doubles au sein du mouvement. Après la mort de son chef, le FRELIMO est divisé en deux courants antagonistes. La tendance qui l'emporte est celle de Samora Machel, qui devient président du parti en soutenant une ligne proche de celle suivie par le Parti communiste chinois au cours de la guerre civile chinoise. À partir de 1970, le FRELIMO se déclare officiellement « socialiste » ; en 1972, un mot d'ordre d'offensive généralisée est lancé. Progressivement, les rebelles reçoivent le soutien, sous forme d'armes et d'expertise technique, de l'URSS, de la Chine et de la Tchécoslovaquie. Les guerres coloniales portugaises, coûteuses et de plus en plus impopulaires dans l'opinion de la métropole, sont l'un des principaux facteurs de la révolution des Œillets qui, en avril 1974, met à bas le régime portugais de l'Estado Novo. En septembre 1974, le nouveau gouvernement portugais conclut avec le FRELIMO, des accords prévoyant un cessez-le-feu immédiat, l'indépendance du Mozambique en juin 1975, ainsi que le transfert progressif du pouvoir au FRELIMO ; les ex-rebelles proclament un gouvernement provisoire du FRELIMO, dirigé par Joaquim Chissano. Les accords entraînent aussitôt une révolte de colons portugais et d'anciens militaires à Lourenço Marques ; l'armée portugaise et les forces du FRELIMO, agissant de concert, mettent vite fin à la rébellion.

### Mise en place du régime
Alors que le FRELIMO accède au pouvoir, ses idées politiques officielles sont encore vagues, tout en comportant de nombreux éléments progressistes comme la construction d'une véritable nation mozambicaine sur la base de l'égalité raciale, l'alphabétisation des populations et l'émancipation des femmes. Dans les mois qui précèdent l'indépendance, le FRELIMO consolide sa présence dans le sud du pays et dans les zones urbaines, grâce notamment à l'action de groupes militants (les grupos dinamizadores, soit « groupes dynamisateurs ») dont font souvent partie des sympathisants blancs. La période est également marquée par des règlements de comptes et des procès publics contre des membres du front s'étant écartés de la ligne du parti. Des « traîtres », des « réactionnaires » et des agents réels ou présumés de la PIDE ou de la CIA sont incarcérés.
Le 20 juin, le comité central du FRELIMO adopte la constitution de la république populaire du Mozambique, qui dispose que le pouvoir appartient aux ouvriers et aux paysans, « unis et dirigés par le FRELIMO et par les organes du pouvoir populaire » ; l'indépendance du pays est officiellement proclamée cinq jours plus tard. Dans le nouveau régime, le FRELIMO est officiellement la « force dirigeante de l'État et de la société », son président étant automatiquement président de la République, président de l'« Assemblée populaire » qui constitue le Parlement du pays et, jusqu'en 1986 où un poste de premier ministre est créé, chef du gouvernement. Le Mozambique adopte une économie planifiée : l'État reconnaît la propriété privée mais celle-ci « ne peut être utilisée au détriment des intérêts définis la constitution ». Le territoire est divisé en provinces dirigées par des gouverneurs nommés par le président de la République et répondant de leurs activités « devant le FRELIMO et le gouvernement ». Les gouverneurs ont autorité sur les administrateurs de district et les chefs de poste administratif. Les premiers mois de pouvoir du nouveau chef de l'État Samora Machel sont marqués par une série de mesures radicales : les terres, l'éducation et la santé sont nationalisées ; les trois stations de radio sont supprimées et remplacées par une radio d'État nationale ; la presse écrite tombe également sous le contrôle du gouvernement et du parti. Enfin, en octobre, est créé le Serviço Nacional de Segurança Popular (SNASP), police politique chargée de « réprimer toutes les activités hostiles à la révolution ». Le Mozambique indépendant poursuit d'emblée une politique d'alliance avec les pays communistes, ses « alliés naturels » ; la Stasi, service secret de la République démocratique allemande, assure la formation du SNASP.

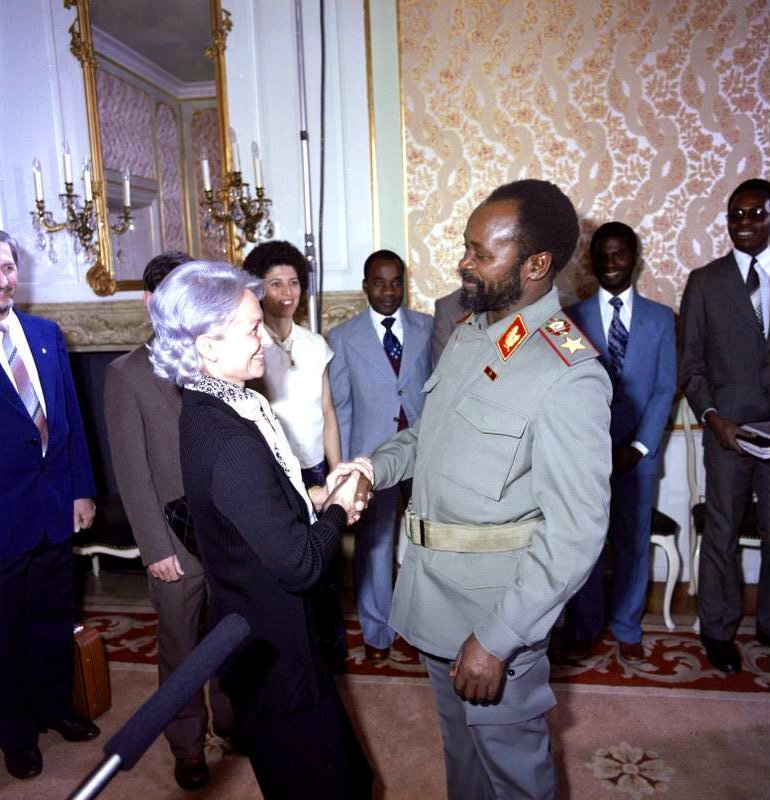
Samora Machel rencontrant Margot Honecker, ministre de l'Éducation de la République démocratique allemande, lors d'une visite en RDA, le 3 mars 1983.

Les colons portugais quittent rapidement le pays après la proclamation de l'indépendance : en quelques mois, seuls 20 000 résidents portugais, sur les 180 000 encore recensés au 25 avril 1974, demeurent encore au Mozambique. Ces départs ébranlent très sérieusement l'économie du pays ; avec l'exode des Portugais, le gouvernement mozambicain tente de remplacer ces derniers par des techniciens venus du Bloc de l'Est. La production industrielle et agricole chute rapidement, et le réseau des transports est désorganisé. Avec la Rhodésie voisine, les tensions sont immédiates, le Mozambique décrétant l'état de guerre dès le 3 mars 1976. La crise économique, aggravée par les heurts militaires récurrents à la frontière rhodésienne, entraîne un climat d'inquiétude et d'indiscipline, qui pousse le pouvoir à se réorganiser. En février 1977 se tient, après plusieurs mois de préparation, le IIIe congrès du FRELIMO, qui marque officiellement le passage au marxisme-léninisme. Samora Machel présente lui-même par la suite cette évolution comme une conséquence naturelle de l'expérience révolutionnaire : « nous sommes passés de la pratique à la théorie puis nous nous sommes aperçus que cette théorie était le marxisme-léninisme. Le marxisme-léninisme n'est pas apparu au Mozambique comme un produit d'importation ». Le FRELIMO se constitue officiellement en parti politique, neuf membres de son comité politique permanent sur dix siégeant au gouvernement, et quinze ministres sur dix-huit au comité central.

### Politiques du FRELIMO

#### Politique intérieure
Le projet politique du FRELIMO est de construire, dans un Mozambique dont les frontières ont été dessinées par les puissances coloniales sans considération pour les particularités locales, un État-nation à l'européenne. Le portugais est retenu comme langue nationale et l'accent est mis sur l'unité des Mozambicains du, « Rovuva au Maputo », quelles que soient les ethnies. Le régime veut instituer une organisation sociale nouvelle et abolit les chefferies.
Le FRELIMO entreprend de renforcer son implantation à l'intérieur du pays en lançant une campagne de recrutement très active et en créant un grand nombre de cellules locales, ainsi que des organisations parallèles comme l'Organisation de la femme mozambicaine ou l'Organisation des jeunes, chargées de campagnes de propagande et d'éducation populaire : les militants sont notamment chargés de lutter contre les institutions et les coutumes traditionnelles, dont les rites d'initiation et la polygamie. Afin de mieux contrôler le pays, le FRELIMO met en place au niveau local des assemblées élues. Pour remplacer la première Assemblée populaire, nommée, une consultation est organisée à l'échelon national, les candidats étant proposés par les « groupes dynamisateurs ». Lors de l'élection de la première assemblée nationale, le vote a d'abord lieu au niveau des localités, puis sur la place publique : la population est incitée à récuser les candidats ayant collaboré avec le Portugal, les « bourgeois », les « réactionnaires » ou tout simplement ceux qui vont à l'église. Les chefs traditionnels sont écartés. Au échelons supérieurs (assemblées de district, assemblée de la province), les scrutins se déroulent de la même manière. Le droit de vote est donc essentiellement un droit de rejet : sur les 226 députés à l'Assemblée mise en place par le FRELIMO, ouvriers et paysans détiennent 60 % des sièges.
Une campagne est lancée pour développer l'alphabétisation de la population et améliorer l'éducation. Le gouvernement du FRELIMO mène une politique antireligieuse en interdisant l'enseignement confessionnel et en confisquant tous les biens de l'Église. De nombreuses associations religieuses, mais également culturelles et sportives, sont interdites. L'enseignement du marxisme devient obligatoire. La justice est réorganisée sur la base de « tribunaux populaires » composés de jurés élus, qui jugent sans codes, sur la base « du bon sens et de l'équité ». Les peines de prison sont remplacées par des peines de travail dans des camps de réhabilitation ou de rééducation politique ; certains châtiments corporels coloniaux sont rétablis. Avant même le déclenchement de la guerre civile proprement dite, les prérogatives du SNASP sont largement étendues : dès octobre 1975, la Sécurité populaire est habilité à arrêter et détenir toute personne soupçonnée d'« atteinte à la sécurité de l'État », notion qui inclut les délinquants économiques. En 1979, la peine de mort, abolie au Portugal et dans ses colonies depuis 1867, est rétablie, mettant les pratiques du SNASP en accord avec le droit : même dans ces conditions, la peine capitale n'est pas toujours administrée dans les formes, notamment pour châtier les dissidents du FRELIMO.

#### Politique économique
L'économie du pays est profondément déstabilisée par le départ des Portugais, la situation étant encore aggravée par des sécheresses et des inondations en 1976 et 1977, ainsi que par l'application des sanctions internationales contre la Rhodésie, qui prive le Mozambique d'importantes ressources. Le gouvernement du FRELIMO entreprend dès lors de réorganiser en profondeur l'économie du pays sur le modèle des pays communistes, en développant l'agriculture autour de « villages communaux » et de fermes d'État, qui prennent le relais des anciennes plantations portugaises : les paysans mozambicains doivent abandonner leur terre d'origine pour s'installer dans ces nouvelles structures, où ils cultiveront à la fois pour leur famille et pour la collectivité. Le Mozambique a recours pour l'application de ses réformes à la coopération des agronomes des pays de l'Est. Les politiques économiques du FRELIMO ont pour but de transformer en politique nationale l'expérience menée dans les zones sous son contrôle durant la guerre d'indépendance, d'atteindre l'autosuffisance et de « développer la conscience révolutionnaire des paysans ». Le bilan des villages communaux est inégal : dans certaines provinces comme Cabo Delgado ou Gaza, la réforme est mieux acceptée que dans celles de Zambézie ou de Nampula, où les chefs locaux s'opposent à l'expérience, l'abandon de leurs villages d'origine leur faisant perdre le profit de diverses cultures. Le processus de reconstruction de la structure productive et du réseau de commercialisation, lent et conflictuel, est cependant progressif jusqu’en 1981. À partir de cette date, les actions de guérilla, soutenues par l'Afrique du Sud et les États-Unis, entrainent le Mozambique dans une nouvelle période de régression économique. Ces actions, localisées pour la plupart dans les zones rurales, sabotèrent la production des entreprises, causèrent la destruction des infrastructures commerciales et des voies de communication, et ciblèrent également les paysans. Des migrations forcées se produisent en conséquence, créant ou aggravant les situations de famine. En 1982, le gouvernement doit reconnaître l'échec de la réforme : les villages communaux regroupent 2 millions d'agriculteurs sur les 5 escomptés et la très grande majorité des paysans cultivent leurs lopins individuels et désertant les travaux collectifs. L'approvisionnement est désorganisé, avec pour résultat dans les villes des périodes de pénurie, de marché noir et de files interminables pour acheter des produits de base Une réforme est alors introduite avec la création de 44 coopératives pilotes soutenue financièrement par l'État, ainsi que la réhabilitation de l'agriculture familiale et du commerce en milieu rural.
Dans les mois qui ont précédé son indépendance, le Mozambique est abandonné par la grande majorité des 4 500 propriétaires d'entreprises agricoles et le réseau de milliers de magasins faisant l’essentiel du commerce est presque totalement démantelé. L'économie, et en particulier l'agriculture, est alors complètement désorganisée. Le processus de reconstruction de la structure productive et du réseau de commercialisation, lent et conflictuel, est cependant progressif jusqu’en 1981. À partir de cette date, les actions de banditisme armé, soutenu par l'Afrique du Sud et les États-Unis, entrainent le Mozambique dans une nouvelle période de régression économique. Ces actions, localisées pour la plupart dans les zones rurales, sabotèrent la production des entreprises, causèrent la destruction des infrastructures commerciales et des voies de communication, et ciblèrent également les paysans. Des migrations forcées se produisent en conséquence, créant ou aggravant les situations de famine.
Lors de son IIIe congrès de 1977, le FRELIMO adopte également une ligne interventionniste en matière économique pour éviter un effondrement total et faire face au départ des Portugais : les entreprises abandonnées par leurs propriétaires peuvent être réquisitionnées par l'État, de même que les sociétés « mal administrées », ce qui ouvre la voie de nombreuses nationalisations déguisées, notamment de plantations. La priorité est donnée aux industries secondaires, surtout agroalimentaires et textiles. La république populaire du Mozambique mène une politique d'industrialisation entre 1976 et 1981 : le secteur industriel demeure néanmoins très dépendant des importations et pèse lourdement sur la balance commerciale. Divers projets menés avec l'aide des experts soviétiques et est-allemands, comme celui de développement de l'industrie métallurgique, sont des échecs coûteux. L'industrie pétrolière mozambicaine échoue également à atteindre les objectifs prévus. Si le régime obtient des succès en termes d'éducation et de programmes de santé, la politique économique de la république populaire du Mozambique est globalement un échec, dû en partie à la rigidité idéologique de son application. Les déplacements forcés de populations nécessaires pour peupler les nouveaux villages contribuent à susciter l'opposition d'une partie de la population envers le gouvernement du FRELIMO.

#### Politique étrangère
Sur le plan de la politique étrangère, la république populaire du Mozambique s'engage dans une coopération très étroite avec les « pays socialistes », désignés dans la constitution comme les « alliés du Mozambique ». Des bourses d'études et de stages sont offertes par ces pays à des étudiants mozambicains. Cuba envoie des médecins, la république populaire de Chine et la Corée du Nord des agronomes. En 1977, des traités d'amitié et de coopération sont signés avec l'URSS et Cuba. Les relations avec la Chine, qui a fourni des armes avant l'indépendance et apporte une coopération importante dans les domaines de la santé, de l'agriculture et de l'industrie textile, sont également étroites. Un rapprochement est cependant vite effectué avec les pays Occidentaux, bien que les relations ne se développent vraiment qu'avec les pays scandinaves. La nécessité de développer les infrastructures conduit le Mozambique à contracter des prêts auprès de divers pays non communistes, comme le Royaume-Uni, les Pays-Bas, le Portugal, la France et le Canada.
Le gouvernement du FRELIMO intervient en faveur de divers mouvements armés, en Afrique ou ailleurs. Un petit contingent de 300 combattants du FRELIMO est envoyé soutenir le gouvernement du MPLA en république populaire d'Angola, dans le cadre de la guerre civile angolaise. Le FRELIMO soutient la SWAPO namibienne, l'ANC et le PAC en Afrique du Sud, le Front Polisario au Sahara Occidental, l'OLP en Palestine ou encore le Front sandiniste de libération nationale au Nicaragua. Le FRELIMO joue un rôle important dans la fin de la Rhodésie et son remplacement par le Zimbabwe, d'abord en apportant un appui logistique aux troupes de la ZANLA, ensuite en favorisant le rapprochement entre les deux groupes rebelles rivaux, la ZANU de Robert Mugabe et la ZAPU de Joshua Nkomo. Le Mozambique, dont la diplomatie est dirigée par Joaquim Chissano, est membre du Mouvement des non-alignés, au sein duquel il se montre proche des autres nations en développement « progressistes » comme l'Algérie, l'Éthiopie, l'Irak, la Libye ou le Nicaragua.  Avec l'Afrique du Sud, les relations sont tendues, le gouvernement de Samora Machel se montrant viscéralement hostile à l'apartheid : le Mozambique préfère cependant éviter la confrontation directe, trop risquée sur les plans militaire et économique, et ne boycotte pas les produits sud-africains, pas plus qu'il n'autorise l'ANC à installer des bases sur son territoire. Des citoyens mozambicains continuent par ailleurs de travailler dans les mines sud-africaines. Le Mozambique fait cependant pression sur le Conseil de sécurité de l'ONU pour obtenir le durcissement des sanctions contre l'Afrique du Sud,.

#### Bilan des premières années
Au tournant des années 1980, la direction du FRELIMO doit prendre acte des mauvais résultats de la politique d'intervention systématique de l'État en matière économique. La production industrielle est en chute libre et la pénurie alimentaire est générale, la situation étant encore aggravée par la guerre civile. Le gouvernement réagit à l'insécurité en renforçant l'appareil répressif : les procédures pénales sont raccourcies et simplifiées, et les peines exécutées en public. Sur le plan économique, le IVe congrès du FRELIMO, en 1983, prend diverses mesures de libéralisation économique, sans remettre encore en cause les grandes orientations. Le secteur familial agricole est réhabilité et certaines entreprises dénationalisées. Alors que la coopération se fait encore essentiellement avec les pays communistes, le Mozambique tente d'attirer les investisseurs occidentaux. Malgré cette libéralisation, la république populaire du Mozambique adopte toujours des politiques répressives, notamment par le biais d'une série d'« offensives politiques » censées mobiliser la population et lutter contre divers problèmes politiques et sociaux. Samora Machel dénonce au cours du IVe congrès la « bureaucratie », les « parasites », les « contre-révolutionnaires », les « chômeurs » et les « bandits ». La population est invitée à la délation contre les mauvais citoyens. Le régime lance, toujours en 1983, l'« opération production », qui consiste à envoyer d'office, dans des régions parfois éloignées et sans infrastructures, les « marginaux » des villes, les chômeurs et les prostituées. Les prisons sont surpeuplées.

### Années de guerre civile
Dès avant l'indépendance du Mozambique, la Rhodésie voisine soutient, en accord avec l’administration portugaise, la création d'un mouvement politique et militaire mozambicain anti-FRELIMO constitué d'activistes portugais. En 1975, le projet prend une forme plus structurée en devenant la Résistance nationale du Mozambique (RENAMO), dont le noyau initial est formé d'anciens élément africains de l'armée portugaise d'outre-mer. La Rhodésie, inquiète de voir apparaître à sa frontière un régime communiste, agit également en représailles à la participation du Mozambique au blocus dont elle est victime, et soutient la résistance qui se fait jour dans les campagnes contre le régime et s'agrège à la RENAMO. À partir de 1977, la RENAMO, armée et entraînée par la Central Intelligence Organization, le service secret rhodésien, mène des actions de guérilla dans diverses provinces. Après la fin du régime de Ian Smith en Rhodésie (devenue le Zimbabwe), la RENAMO est soutenue par les services secrets de l'Afrique du Sud. Dirigé par André Matsangaissa puis, après la mort de ce dernier en 1979, par Afonso Dhlakama, la rébellion étend ses activités (attentats, enlèvements, assassinats...) à l'ensemble du pays. Sous l’impulsion d'Dhlakama, la RENAMO se « nationalise » et écarte sa composante portugaise. Les deux camps multiplient les exactions à l'encontre des populations civiles, la RENAMO bénéficiant du ralliement d'une partie de la population villageoise opposée à la politique du FRELIMO, ainsi que des rescapés des camps de rééducation du SNASP. Si la RENAMO est initialement une création de l'extérieur, elle rallie à sa cause un nombre important de mozambicains déçus par le FRELIMO ou victime de ses politiques et s'implante solidement dans les provinces du centre. La guerre civile prend un aspect de conflit ethnique, les habitants du centre favorables à la RENAMO accusant le FRELIMO d'avoir monopolisé le pouvoir au profit des ethnies du sud,. La guérilla s'attaque en priorité à des objectifs économiques, aux voies de communication, aux écoles, aux dispensaires, et à tout ce qui représente l’État.
Des commandos sud-africains effectuent des raids fréquents, ciblant en particulier les bases de l'African National Congress (ANC). L'armée de l'air mène des frappes directement sur Maputo en 1983. Le gouvernement mozambicain accuse aussi d'anciens colons portugais vivant en Afrique du Sud et au Portugal, ainsi que des États conservateurs du Golfe (Arabie Saoudite et Oman) d'apporter une aide matérielle aux "bandits armés" de la RENAMO, via les Comores et le Malawi.
Le conflit a des conséquences catastrophiques sur l'économie et la société du Mozambique, provoquant près d'un million de victimes civiles et environ quatre millions et demi de réfugiés. Les grandes infrastructures du pays sont profondément touchées et l'afflux de réfugiés dans les villes entraîne d'énormes problèmes en raison de l'absence de capacités d'accueil. La guerre civile entraîne également des situations de famine qui, selon l'UNICEF, auraient provoqué jusqu'à 600 000 victimes en une décennie.
Le 16 mars 1984, l'Afrique du Sud et la république populaire du Mozambique pacifient leurs relations en signant un accord de non-agression et de bon voisinage. Mais juste avant la signature du traité, des livraisons massives d'armes sud-africaines sont faites à la RENAMO et 1500 guérilleros sont autorisés à pénétrer en territoire mozambicain avant que leurs camps du Transvaal ne soient fermés. Dès 1985, Samora Machel dénonce le non-respect de l'accord par l'Afrique du Sud et sollicite l'aide militaire du Zimbabwe. Le Mozambique reçoit également, dans une moindre mesure, l'assistance de la Tanzanie et du Malawi.
Devant la gravité des conséquences du conflit, des négociations sont engagées entre le gouvernement et la RENAMO. La rébellion accepte dans un premier temps d'observer un cessez-le-feu sous condition d'un changement de constitution, et envisage même de tolérer le maintien de Samora Machel comme chef de l'État, mais Afonso Dhlakama désavoue ensuite son propre négociateur, préférant continuer d'utiliser l'action militaire comme moyen de pression.

### Accords de paix et transition politique
Le 14 octobre 1986, Samora Machel et plusieurs de ses plus proches collaborateurs meurent dans un accident aérien, lorsque l'avion qui les transportait s'écrase de nuit alors que le président revenait d'une visite en Zambie. Les services secrets sud-africains sont un temps accusés d'avoir tué le dirigeant mozambicain, mais la commission internationale d'enquête conclut en 1987 à une erreur de pilotage du commandant de bord soviétique. Après deux semaines d'intérim, le comité central du FRELIMO élit, le 2 novembre, Joaquim Chissano au poste de chef de l'État.
Fin 1987, le gouvernement, pour montrer sa bonne volonté dans le cadre de la guerre civile et créer un climat favorable à la reprise des pourparlers, fait voter une « loi du pardon » amnistiant les prisonniers politiques condamnés pour « crimes contre l'État et la sécurité populaire » et une autre loi amnistiant les rebelles qui se rendraient volontairement. En 1988-1989, les négociations avec la RENAMO reprennent par l'intermédiaire des églises. En l'espace d'un an, le régime subit en deux temps une évolution décisive : au cours de son Ve congrès, tenu du 24 au 31 juillet 1989, le FRELIMO abandonne toute référence au marxisme et se contente désormais de se réclamer du « socialisme scientifique » ; il demeure néanmoins parti unique dans un premier temps et continue de fonctionner selon la logique du centralisme démocratique. Le président Chissano et le bureau politique du FRELIMO ont néanmoins carte blanche pour mener les négociations avec la RENAMO. Dans le courant de l'année suivante, dans la foulée de la chute des régimes communistes en Europe et des réformes en URSS, le FRELIMO s'engage dans un processus de réforme de la constitution. Un « grand débat », dirigé par le parti, a lieu entre avril et juin 1990 et aboutit à l'approbation par l'Assemblée populaire d'une nouvelle constitution, qui entre en vigueur le 30 novembre. L'adjectif « populaire » est retiré du nom du pays, qui devient simplement la « république du Mozambique » et un concours est lancé pour trouver de nouvelles paroles, plus pacifiques, pour l'hymne national. La nouvelle constitution présente un certain nombre d'avancées démocratiques : l'État et le parti sont séparés, le multipartisme est proclamé et le président de la République comme le parlement — rebaptisé « Assemblée de la République » — sont désormais élus au suffrage universel. Les libertés religieuses sont rétablies et l'indépendance de la justice est affirmée. Lors de son sixième congrès en août 1991, le FRELIMO adopte de nouveaux statuts pour se mettre en harmonie avec les nouvelles institutions : le parti n'est plus la « force dirigeante de la société » ni « l'organisation révolutionnaire des classes laborieuses », mais un mouvement qui se veut ouvert à tous les Mozambicains, en portant simplement une « attention particulière » aux ouvriers et aux paysans, et s'attache à l'instauration d'un État de droit et de justice sociale, ainsi qu'à la réconciliation nationale. Le FRELIMO abandonne son identité communiste pour devenir un parti proche de la bourgeoisie d'affaires mozambicaine.
La RENAMO récuse dans un premier temps la « constitution-FRELIMO » mais le changement institutionnel crée un climat propice à favoriser les négociations de paix. Les pourparlers avancent difficilement, la RENAMO ne se décidant à abandonner la violence comme moyen de pression qu'une fois la plupart des points réglés : l'accord de paix est finalement signé à Rome le 4 octobre 1992 par Joaquim Chissano et Afonso Dhlakama, en présence des représentants des différents pays associés à la médiation. Les forces du FRELIMO et de la RENAMO sont unifiées pour créer une armée nouvelle sur une base paritaire, et les Nations unies déploient sur place un dispositif important, l'ONUMOZ, pour surveiller le processus de paix, afin d'éviter un échec comparable à celui vécu en Angola, où l'UNITA a repris les armes malgré les accords. Une nouvelle loi électorale est adoptée et les premières élections libres de l'histoire du Mozambique indépendant ont lieu les 27 et 28 octobre 1994 : le FRELIMO reste au pouvoir à l'issue du scrutin présidentiel et législatif, Joaquim Chissano étant réélu au premier tour avec 53,3 % des voix et l'ancien parti unique obtenant 129 sièges au parlement contre 112 à la RENAMO et 9 à l'Union démocratique. Le FRELIMO est majoritaire dans six des onze provinces, et la RENAMO dans les cinq autres ; Afonso Dhlakama accepte le résultat des élections. La mission de l'ONUMOZ prend fin en janvier 1995. Après quinze ans de régime à parti unique et autant d'années de guerre, le Mozambique s'engage dans la voie de la démocratie, de la réconciliation nationale, et d'un important chantier de reconstruction économique.